# Siegfried Geyer
Siegfried Geyer, geboren als Siegfried Geyerhahn (* 23. Januar 1883 in Marchegg, Österreich-Ungarn; † Anfang 1945 in Ungarn) war ein österreichischer Lustspielautor, Dramaturg, Journalist, Drehbuchautor, Theaterleiter, Übersetzer und Lektor.

## Leben und Wirken
Der im österreichischen Grenzgebiet zu Ungarn geborene Sohn des Kaufmanns Bernhard Geyerhahn begann seine berufliche Laufbahn 1904 als Volontär am Schauspielhaus Berlin. Es folgten Tätigkeiten als Theaterkritiker und Korrespondent für in- und ausländische Zeitungen. Nebenbei begann Geyer in den folgenden Jahrzehnten auch Stücke mit satirischen Untertönen oder auch heiterem Volksstückcharakter zu schreiben, darunter Die Sachertorte, Essig und Öl, Das neue Gold und Kleine Komödie. Einige dieser Werke, überwiegend Lustspiele und Komödien, entstanden in Zusammenarbeit mit anderen Autoren wie Paul Frank, Rudolf Österreicher, Karl Farkas oder als deutsche Nachdichtungen, wie bei den Werken von Ladislaus Fodor, und wurden zum Teil auch verfilmt oder vertont.
Ende schlecht, alles gut, gemeinsam mit Laszlo Bus-Fekete verfasst, wurde 1934 in Ungarn verfilmt und 1962 vom Österreichischen Rundfunk für das Fernsehen adaptiert. Im Film Heut’ ist der schönste Tag in meinem Leben spielte und sang der bekannte Tenor Joseph Schmidt 1936 unter der Regie von Richard Oswald. 1958 entstand Im Prater blüh’n wieder die Bäume nach Die Sachertorte. Seinen größten Erfolg aber feierte Geyer mit Kleine Komödie, auch als Bei Kerzenlicht bekannt. Das Stück lief von Ende September 1929 bis Januar 1930 als Candle Light mit großem Erfolg an 128 Abenden im New Yorker Empire Theatre am Broadway. 1933 verfilmte James Whale den Stoff unter dem Titel Bei Kerzenlicht in Hollywood; dieser Film lief 1934 in Österreich als Casanova bei Kerzenlicht an. Vier Jahre später erfolgte eine Wiederaufführung von Bei Kerzenlicht am Broadway; diesmal lief das Stück von Ende September bis Ende November 1938 unter dem Titel You Never Know (insgesamt 78 Vorstellungen). 1949 und 1953 stellte schließlich das US-amerikanische Fernsehen zwei weitere By Candlelight-Verfilmungen her. Im April 1968 strahlte das ZDF eine weitere Bei Kerzenlicht-Verfilmung aus.
1919 knüpfte Siegfried Geyer seinen ersten Kontakt zum österreichischen Film, als er zwei Drehbücher verfasste, die unter der Regie Rudolf Stiassnys umgesetzt wurden. Dennoch blieb Geyer dem Film in der Folgezeit weitgehend fern. Erst Mitte der 1930er Jahre schrieb er wieder für den Film. Zuvor hatte er sich intensiv dem Theater gewidmet: Seit 1922 leitete Siegfried Geyer in der österreichischen Hauptstadt einige Jahre lang mehrere Theater, darunter die Neue Wiener Bühne, die Wiener Kammerspiele und das Bürgertheater. An diesen Spielstätten wirkte er bisweilen auch als Dramaturg. Daneben arbeitete Geyer als Cheflektor beim Georg Marton Verlag sowie als Übersetzer.
Nach dem Anschluss Österreichs im März 1938 musste Geyer als Jude nach Ungarn fliehen. Dort wurde er 1940 verhaftet und vom Horthy-Regime interniert. Unmittelbar vor Kriegsende kam Siegfried Geyer gewaltsam ums Leben. Er soll an der ungarischen Grenze zur damaligen Slowakei erschossen worden sein.

## Werke
Zusammengestellt nach dem Bestand der Kataloge der Deutschen und Österreichischen Nationalbibliothek sowie der Wienbibliothek (Stand Jänner 2013).

### Bühnenwerke
- Die Puderquaste. Komödie in 3 Akten, zusammen mit Ludwig Hirschfeld. W. F. Schmiedell, Wien 1910.
- Das Fräulein aus gutem Hause. Eine Wiener Komödie in drei Akten von Betty Winter[5] und Siegfried Geyer. Müller, München 1912.
- Die große Trommel. Schwank in 3 Akten. Zusammen mit Paul Frank. W. F. Schmiedelt, Wien 1912.
- Der Viererzug. Komödie in 3 Akten. Zusammen mit Paul Frank. W. Karczag, Leipzig/Wien 1915.
- Die Mary. 4 Bilder aus der guten Gesellschaft. F. Bloch, Berlin 1921.
- Die schönste Frau von Corviglia. Lustspiel in 3 Akten. Georg Marton, Wien o. J. (~1925).
- Kleine Komödie. Komödie in 3 Akten. Georg Marton, Wien 1927.
1937 von Robert Katscher vertont unter dem Titel Bei Kerzenlicht.
- Skandal im Savoy. 3 Akte. Zusammen mit Viktor Kelemen. Gordon, Berlin 1929.
- Kalt und warm. Lustspiel in 3 Akten (5 Bildern). Georg Marton, Wien 1930.
- Prinz von Derby. Ein Lustspiel in 3 Akten. Mit Musik für Jazz und Grammophon von Robert Katscher. Georg Marton, Wien 1930.
- Die Sachertorte. Lustspiel in drei Akten von Rudolf Oesterreicher und Siegfried Geyer. Bloch, Berlin 1930.
1958 verfilmt als Im Prater blüh’n wieder die Bäume.
- Essig und Öl. Ein Märchen aus Wien von Siegfried Geyer und Paul Frank. Musik von Robert Katscher. Gesangstexte von Robert Katscher und Siegfried Geyer. Alrobi, Berlin 1932. Daraus bekannte Lieder:

Der Dr. Lueger hat mir einmal die Hand gereicht
Ja, der Wein, den ich mein‘
- Bei Kerzenlicht. Kleine Komödie in drei Akten von Karl Farkas und Siegfried Geyer. Musik von Robert Katscher. 1937.

### Übersetzungen
- Ladislas Fodor: Arm wie eine Kirchenmaus. Lustspiel in drei Akten. Deutsche Bearbeitung des ungarischen Originals: A templom egere. Bloch, Berlin 1928.
- Ladislas Fodor: Roulette. Lustspiel in drei Akten. Marton, Wien 1931.
- André Birabeau und Georges Dolley: Acht Tage Nizza. Lustspiel in 3 Akten. Georg Marton, Wien 1931.

### Drehbücher
- 1919: Der Rebell
- 1919: Der Narr seines Herzens
- 1934: Ende schlecht, alles gut (Titel der ungarischen Fassung: Helyet az öregeknek)
- 1936: Heut’ ist der schönste Tag in meinem Leben[6] 1936.
- 1936: Fräulein Lilli